# 比克圣马尔通
比克圣马尔通（匈牙利語：Bükkszentmárton）是匈牙利赫维什州所辖的一个村。总面积8.26平方公里，总人口331，人口密度40.1人/平方公里（2011年1月1日）。